# WrestleMania X-Seven
WrestleMania 17 (estilizado como WrestleMania X-Seven) foi o 17º evento anual pay-per-view (PPV) de luta livre profissional da WrestleMania produzido pela World Wrestling Federation (WWF). Aconteceu em 1º de abril de 2001, no Reliant Astrodome em Houston, Texas. Foi a primeira WrestleMania realizada no estado do Texas. Doze partidas foram disputadas no evento, incluindo uma transmissão exclusiva no pré-show do Sunday Night Heat.
O evento principal foi uma luta sem desqualificação entre “Stone Cold” Steve Austin e The Rock pelo Campeonato da WWF. A eliminatória incluiu Triple H contra The Undertaker, a segunda luta Tables, Ladders, and Chairs pelo Campeonato de Duplas da WWF e uma luta de rua entre Vince McMahon e Shane McMahon com Mick Foley como árbitro convidado especial.
Um público recorde para o Reliant Astrodome de 67.925 pessoas arrecadou US$ 3,5 milhões. Além de seu sucesso comercial, o evento recebeu aclamação universal de críticos e fãs, e é frequentemente considerado como a maior WrestleMania de todos os tempos, e o maior evento pay-per-view de luta livre profissional já produzido.

## Produção

### Introdução

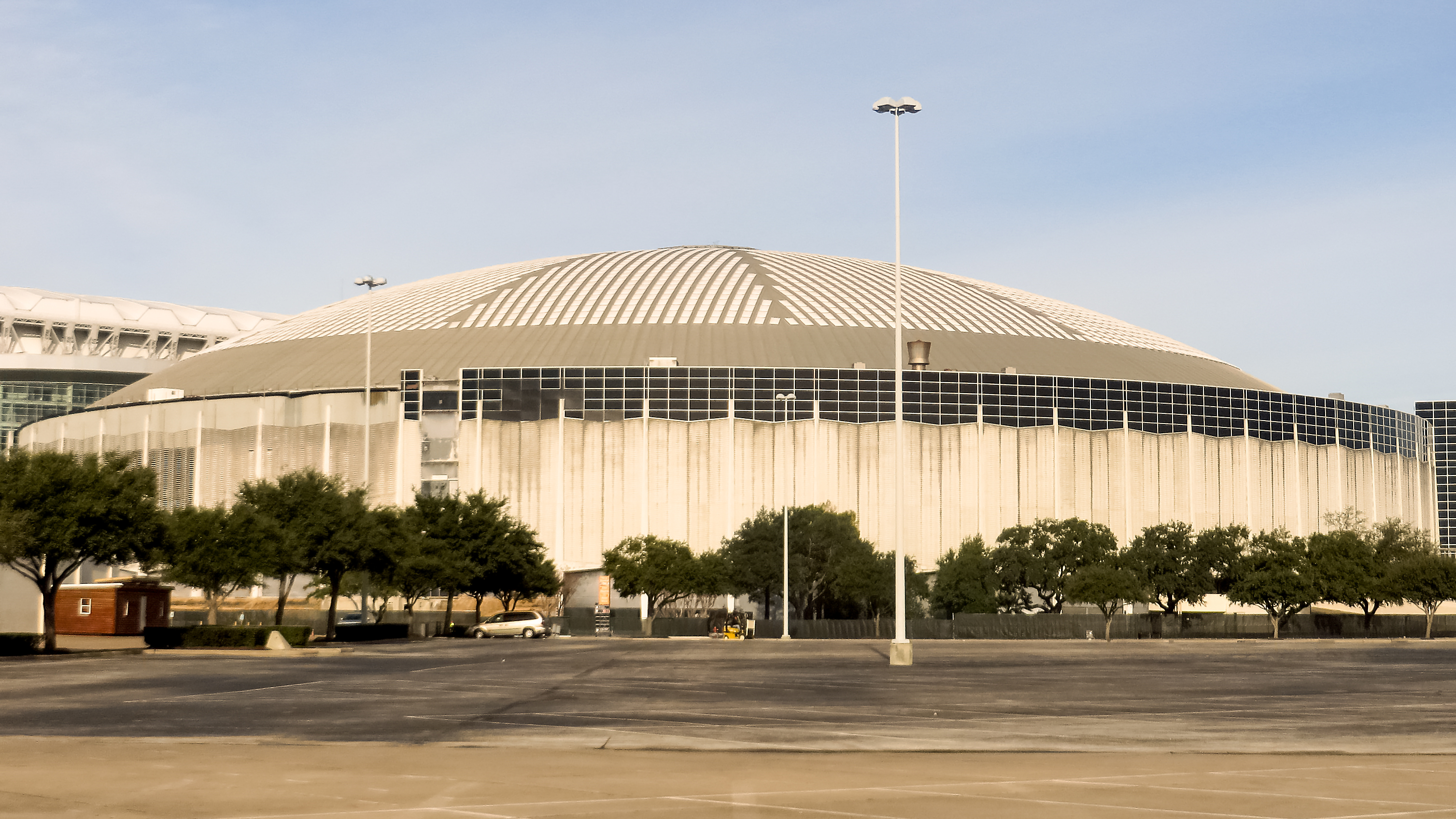
O evento foi realizado no Reliant Astrodome em Houston, Texas

WrestleMania é considerado o principal evento pay-per-view (PPV) da World Wrestling Federation (WWF, agora WWE), tendo sido realizado pela primeira vez em 1985. Tornou-se o evento de luta profissional mais antigo da história e é realizado anualmente entre meados de março a meados de abril. Foi o primeiro dos quatro pay-per-views originais da WWF, que inclui Royal Rumble, SummerSlam e Survivor Series, que foram apelidados de "Quatro Grandes" e foi considerado um dos "Cinco Grandes" PPVs. junto com King of the Ring. A WrestleMania 17, estilizada como WrestleMania X-Seven, estava programada para ser realizada em 1º de abril de 2001, no Reliant Astrodome em Houston, Texas, a primeira WrestleMania realizada no estado do Texas.

### Rivalidades
A principal rivalidade que levou à WrestleMania X-Seven envolveu "Stone Cold" Steve Austin desafiando The Rock pelo Campeonato da WWF. The Rock e "Stone Cold" Steve Austin lutaram pelo Campeonato da WWF na WrestleMania XV e Backlash em 1999. Stone Cold Steve Austin ganhou a oportunidade de competir pelo Campeonato da WWF na WrestleMania X-Seven ao vencer a luta Royal Rumble de 2001 quando ele eliminou Kane pela última vez, enquanto The Rock se tornou o primeiro seis vezes Campeão da WWF ao derrotar Kurt Angle no No Way Out. Durante a rivalidade, a esposa de Austin, Debra, que estava tentando voltar a ser gerente, foi ordenada pelo presidente da WWF, Vince McMahon, para ser a empresária de The Rock contra sua vontade, assim como a de Rock e Austin. Como resultado, Austin responsabilizaria The Rock e McMahon se algum dano acontecesse a ela. No episódio de 12 de março do Raw is War, The Rock foi colocado em um Ankle Lock no tornozelo durante sua revanche com Kurt Angle. Quando Debra foi verificar The Rock, Angle também a colocou em um Ankle Lock. Austin logo correu para salvá-la e tirou Angle do ringue. Mantendo sua palavra, ele imediatamente deu a The Rock um Stone Cold Stunner como punição. Na semana seguinte no Raw is War, durante uma luta de duplas handicap envolvendo The Rock, Chris Jericho, Kurt Angle, Chris Benoit e William Regal, Austin desceu ao ringue e acabou recebendo um Rock Bottom de The Rock em resposta ao stunner da semana anterior. No episódio de 29 de março do SmackDown!, Debra foi dispensada de seu papel gerencial pelo Mr. McMahon depois de não conseguir evitar uma briga entre Rock e Austin.
A rivalidade secundária que levou ao evento colocou The Brothers of Destruction (The Undertaker e Kane) contra Triple H e The Big Show. Depois de derrotar "Stone Cold" Steve Austin em uma luta Three Stages of Hell no No Way Out, Triple H sentiu que merecia estar no evento principal da WrestleMania tendo derrotado todos na WWF, incluindo The Rock e Austin. O Undertaker se opôs a isso e disse-lhe que Triple H nunca o havia derrotado. Antes da WrestleMania X-Seven, os dois nunca haviam se enfrentado em uma luta um contra um em um evento pay-per-view. Durante sua entrada para uma partida do Campeonato Hardcore contra The Big Show, Triple H emboscou Undertaker. Kane correu e salvou Undertaker de um novo ataque, mas foi recebido em sua própria emboscada por The Big Show. No episódio seguinte do SmackDown!, Undertaker tentou arrombar a limusine de Triple H e sua esposa, Stephanie McMahon-Helmsley, na chegada, mas acabou sendo preso pela polícia. Como resultado, Kane solicitou uma luta contra Triple H mais tarde naquela noite, mas perdeu quando The Big Show interferiu em nome de Triple H. Em retaliação, Kane interferiu na luta Campeonato Hardcore de The Big Show contra Raven no Raw is War, ajudando Raven a derrotar Big Show para se tornar o novo Campeão Hardcore. A prisão de Undertaker levou a uma ordem de restrição de Stephanie. Para contornar isso, os Brothers of Destruction interferiram na partida de Triple H contra Test, com Kane ordenado a correr atrás de Stephanie. Com Stephanie mantida como resgate por Kane em uma varanda da arena, o comissário da WWF William Regal deu lutas a Undertaker e Kane na WrestleMania contra Triple H e The Big Show respectivamente e Undertaker disse a Kane para colocá-la no chão. Depois de ser atacado durante a defesa do título do Campeonato Hardcore, Regal mais tarde incluiria Raven na luta de Kane e Big Show, tornando-a uma luta Triple Threat Hardcore pelo Campeonato Hardcore.

## Antes do Evento

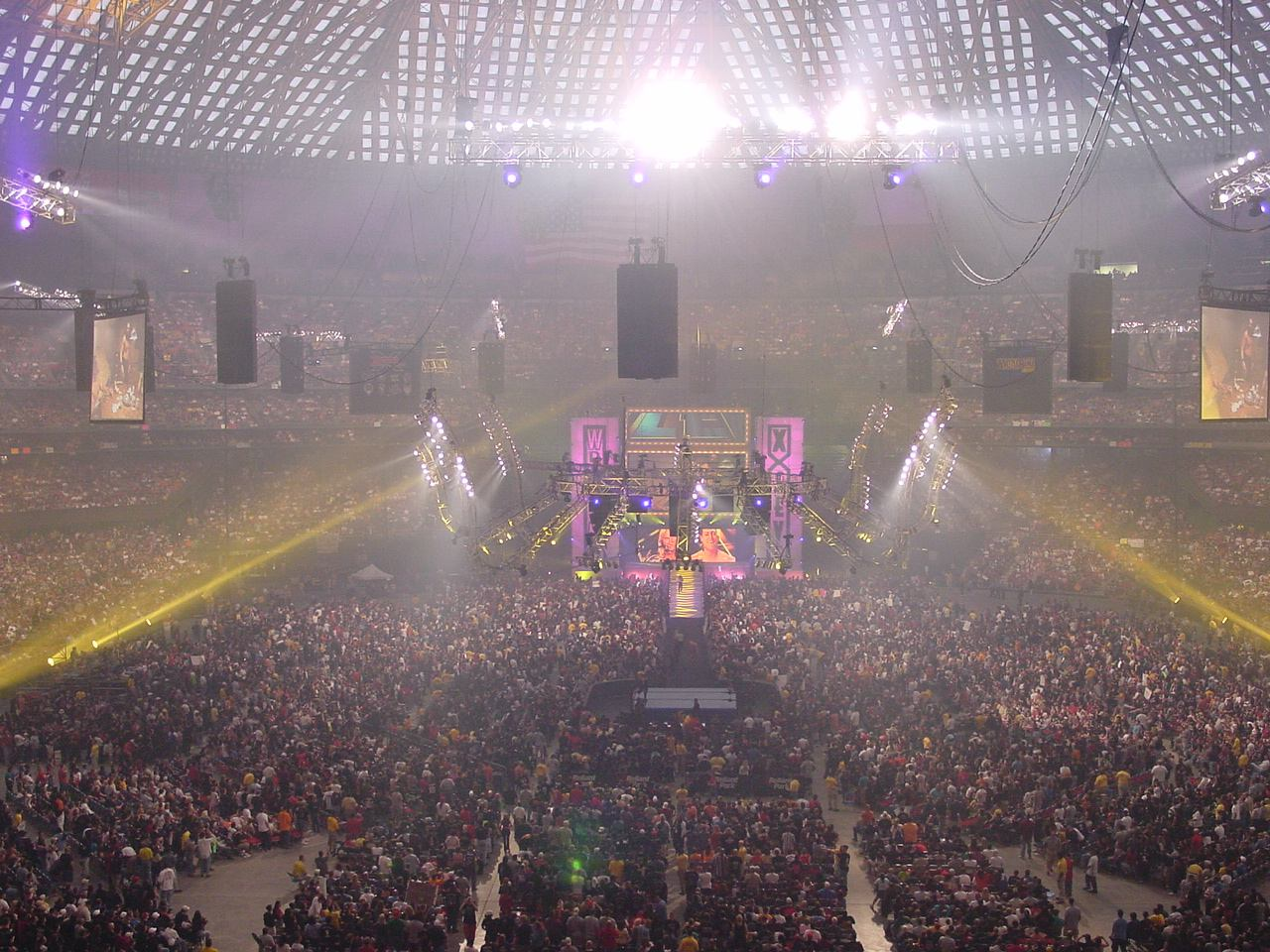
67.925 Fãs presentes no Reliant Astrodome para a WrestleMania X-Seven.

Em Abril de 1999 no Backlash, The Rock e Steve Austin lutaram em uma revanche do WrestleMania XV, com Steve Austin retendo o título. Steve Austin ganhou a oportunidade de competir pelo WWF Championship na WrestleMania ao vencer o Royal Rumble de 2001, eliminando por último Kane, enquanto que The Rock se tornava pela sexta vez WWF Champion após derrotar Kurt Angle no No Way Out. Durante sua feud com Angle, a esposa de Austin, Debra, foi ordenada por Vince McMahon a ser a manager de The Rock, contra sua vontade, assim como ambos Rock e Austin. Em represália, Austin iria culpar The Rock e McMahon como responsáveis a qualquer dano vindo a ela. No episódio de 12 de março do Raw is War, The Rock recebeu um Ankle Lock durante uma luta contra Kurt Angle. Quando Debra foi verificar o estado de The Rock, Angle também a aplicou um Ankle Lock. Austin logo correu para salvá-la e bateu em Angle fora do ringue. Mantendo a sua palavra, ele imediatamente deu um Stone Cold Stunner em The Rock como punição. Na semana seguinte, no Raw is War, durante uma luta de equipe envolvendo The Rock, Chris Jericho e Kurt Angle contra Chris Benoit, William Regal e Steve Austin , o último entrou ringue e imediatamente acabou recebendo um Rock Bottom de The Rock como vingança ao stunner dado pelo mesmo na semana anterior. No Smackdown de 29 de março, Debra teve seu papel gerencial avaliado por Mr. McMahon, por não conseguir evitar uma briga entre Rock e Austin.

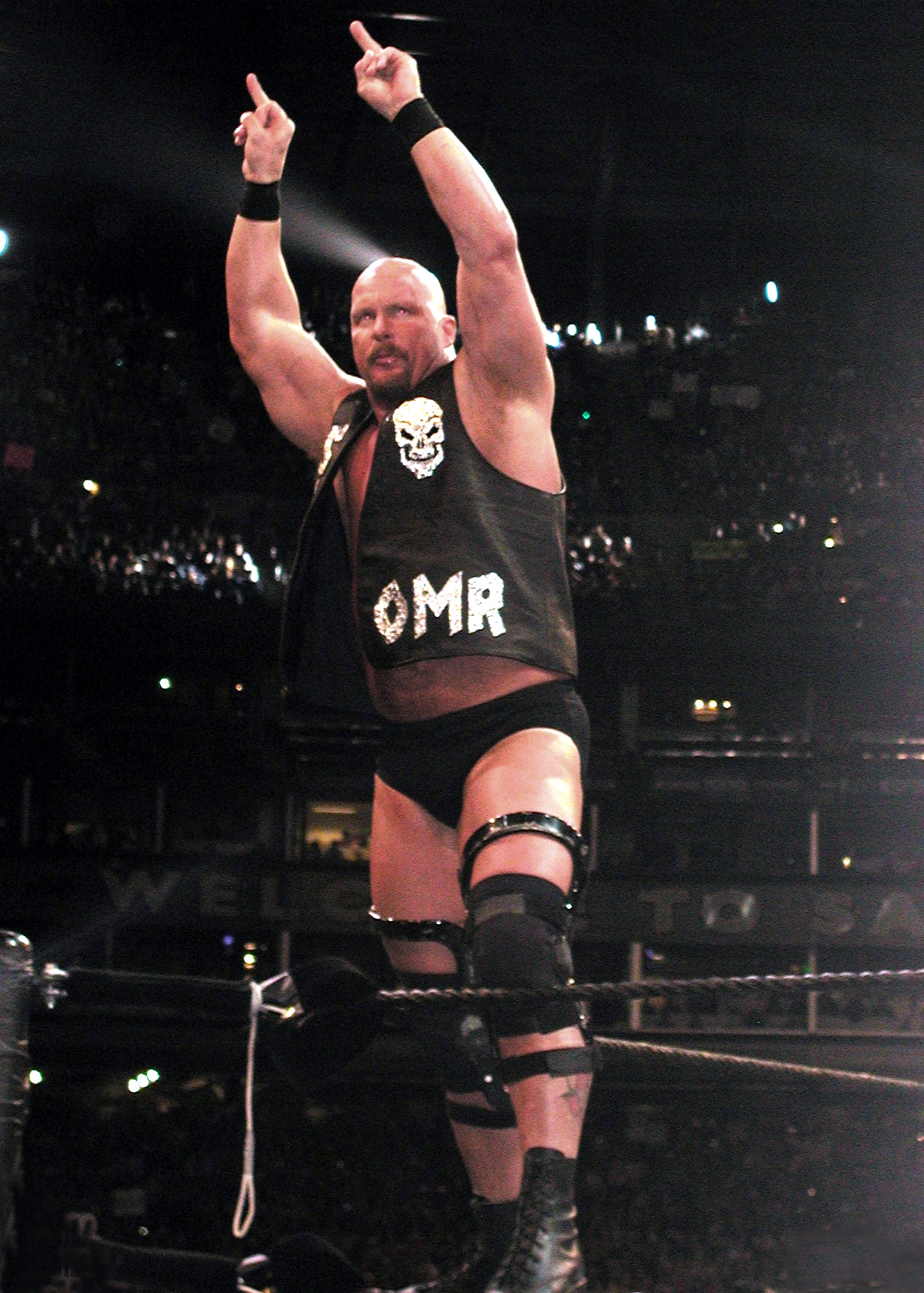
Steve Austin que enfrentaria The Rock pela segunda vez na WrestleMania

Depois de derrotar Steve Austin em uma luta de duas quedas no No Way Out, Triple H afirmou que merecia estar novamente no evento principal da Wrestlemania por ter derrotado todos na WWF, incluindo The Rock e Austin. The Undertaker, o respondeu dizendo que o mesmo nunca o havia derrotado. Antes de WrestleMania X-Seven, os dois nunca haviam se enfrentado em uma luta num pay-per-view. Durante a sua entrada em uma luta pelo WWF Hardcore Championship contra The Big Show, Triple H armou uma emboscada para Undertaker. Kane correu e salvou Undertaker de mais um ataque, e Triple H foi pego em sua própria emboscada por The Big Show. No episódio seguinte do SmackDown, Undertaker tentou invadir a limusine de Triple H e de sua esposa, Stephanie McMahon na chegada, mas acabou sendo preso pela polícia. Como resultado, Kane pediu uma luta contra Triple H mais tarde naquela noite, a qual acabou perdendo quando Big Show interferiu por ordens de Triple H. Em retaliação, Kane interferiu na luta de Big Show contra Raven pelo Hardcore Championship no Raw is War. Quando Undertaker saiu da prisão, levou uma ordem de restrição de Stephanie. Para contornar isso, os Brothers of Destruction interferiram em uma luta de Triple H contra Test, com Kane sendo forçado a desistir por Stephanie, que acabou atacando a mesma. Após Stephanie ser resgatada, o comissário da WWF William Regal marcou uma luta entre os Brothers of Destruction contra Triple H e Big Show na Wrestlemania. Depois de ser atacado por Raven durante uma luta pelo Hardcore Championship, Regal viria a inclui-lo em uma luta contra Kane e Big Show, tornando-a uma Hardcore Triple Threat pelo Hardcore Championship.

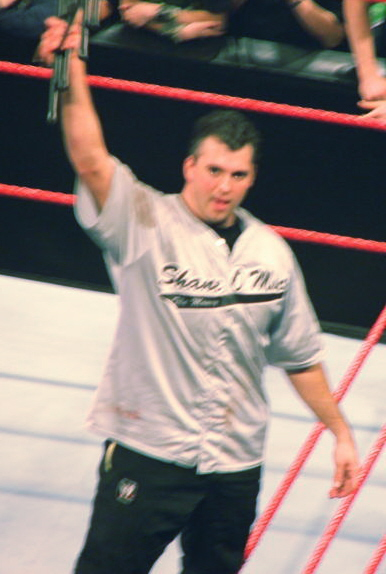
Shane McMahon, que confrontou seu pai Vince McMahon no evento

Em novembro de 2001, Vince declarou estar descontente com o trabalho de Mick Foley como o então comissário da WWF, bem como a decisão de Foley de organizar uma Hell in a Cell de seis homens no Armageddon, levando em consideração o bem-estar dos lutadores envolvidos na luta. Apesar de Vince ser contra a ideia, Foley recebeu apoio total de Linda McMahon, esposa de Vince e CEO da WWF. Não satisfeito com isso, Vince imediatamente pediu o divórcio de Linda. Pouco depois do Armagedom, para o desespero de Vince, foi revelado que Linda foi levada às pressas para o hospital por ter sofrido um colapso nervoso. Com Linda hospitalizada, o Conselho de Administração nomeia Vince como o novo CEO da WWF, o que lhe permitiu demitir o comissário Foley. Com Linda em coma com o seu estado, Vince começou a ter um caso com Trish Stratus. A filha de Vince, Stephanie McMahon, foi a primeira a se revelar insatisfeita com o rumo dos acontecimentos. Em 19 de março, Trish ataca Stephanie em retaliação a seus comentários, aplicandona mesma seu finisher Trishdog No episódio de 26 de fevereiro do Raw is War, durante uma luta que colocou Vince e Stephanie contra Trish e William Regal, Trish foi humilhada pelos outros participantes da luta e teve esgoto despejado sobre ela. No decorrer dos shows, Vince continuou a humilhar Trish, obrigando-a a fazer ações humilhantes como latir como um cachorro em volta do ringue e tirar a sua lingerie. Apesar disso, Trish se manteve fiel a Vince. Em 12 de março, Shane McMahon fez o seu regresso à WWF. Irritado com as ações de seu pai, Shane começou a dar socos em Vince até ser parado por William Regal. Shane se explicou no episódio seguinte do SmackDown, alegando sua ação como resultado das suas frustrações com o pai, como a manipulação de sua irmã, o estado de sua mãe e tratamento que Vince dava a Trish. Em 23 de março, World Wrestling Federation Entertainment, Inc. comprou a sua antiga promoção rival, a World Championship Wrestling (WCW). Com isso, a compra trouxe um toque especial com o enredo. Em 26 de março, Vince McMahon fez um discurso ao vivo no final do último WCW Monday Night Nitro. No discurso, Vince anunciou que a assinatura não era definitiva e que ele procurava Ted Turner para assinar e entregar-lhe o contrato para assinatura. Ele afirmou então que, com a compra, ele enterrou o seu rival para sempre. No entanto, Shane, que estava no local, interrompeu o discurso e fez um anúncio:
| “ | O negócio está fechado ... com a WCW, e o nome no contrato diz McMahon. No entanto, o contrato diz Shane McMahon. Isso mesmo! Agora sou o proprietário da WCW! E, papai, como a WCW fazia com você passado, chutando seu traseiro, acontecerá de novo, isso é exatamente o que vai acontecer com você neste domingo na WrestleMania!. | ” |

Para piorar as coisas para Vince, Mick Foley apareceu pouco depois daquela noite e anunciou que, antes de sua demissão, Linda havia feito vários contratos para ele assinar, um deles era para Foley para apitar uma luta de sua escolha na Wrestlemania. Foley, em seguida, anunciou que Vince e Shane seria uma street fight com ele próprio como árbitro convidado especial.
| Role:                | Name:                                |
| -------------------- | ------------------------------------ |
| Comentaristas        | Paul Heyman                          |
| Comentaristas        | Jim Ross                             |
| Comentaristas        | Bobby Heenan (Gimmick battle royal)  |
| Comentaristas        | Gene Okerlund (Gimmick battle royal) |
| Comentaristas        | Carlos Cabrera (Espanhol)            |
| Comentaristas        | Hugo Savinovich (Espanhol)           |
| Narradores           | Jonathan Coachman                    |
| Narradores           | Michael Cole                         |
| Narradores           | Kevin Kelly                          |
| Anunciador de Ringue | Howard Finkel                        |
| Árbitros             | Mike Chioda                          |
| Árbitros             | Jack Doan                            |
| Árbitros             | Earl Hebner                          |
| Árbitros             | Theodore Long                        |
| Árbitros             | Chad Patton                          |
| Árbitros             | Mike Sparks                          |
| Árbitros             | Tim White                            |

## Evento
Antes do evento ser transmitido ao vivo em pay-per-view, uma luta foi transmitida pelo WWE Heat com Steve Blackman e Gran Master Sexay contra a dupla X-Factor ( Justin Credible e X-Pac ). Perto do fim da partida, o membro companheiro da X-Factor Albert distraiu Blackman e Sexay do lado de fora, com Albert puxando Sexay para fora do ringue, fazendo com que Credible e X-Pac atingissem seu finisher combinado X-Spot em Blackman, permitindo a X-Pac fazer o pinfall.
A primeira luta do evento foi entre o WWF Intercontinental Champion Chris Jericho, defendendo seu título contra o comissário da WWF William Regal. Em dado momento,  Regal executou um Double Underhook Superplex em Jericho, que depois tentou sua submissão Walls of Jericho, mas foi revertida em um Regal Stretch. Depois que Jericho conseguiu agarrar uma corda do ringue para quebrar a submissão, o distribuiu vários socos jogando Regal em seguida no turnbuckle oposto. Jericho finalmente derrotou Regal depois de um Lionsault. Com a vitória, Jericho reteve o Intercontinental Championship.
A proxima luta foi entre Tazz e The APA (Bradshaw e Faarooq) contra a Right To Censor (The Goodfather, Val Venis e Bull Buchanan). A luta foi curta, e terminou com Bradshaw nocauteando Goodfather depois de um Clothesline From Hell.
O luta seguinte foi uma Hardcore Triple Threat eu uma jaula de aço entre Big Show, Kane e Raven pelo Hardcore Championship. Durante a luta, os três lutadores se atacaram entre si não só fora do ringue, mas também no meio da multidão. Big Show tentou se trancar na jaula, com Raven e o árbitro, mas Kane quebrou o cadeado e depois jogou em Raven uma janela de vidro. Big Show e Kane continuaram a briga que terminou com os dois se jogando entre si na parede. Raven tentou fugir dirigindo um carrinho de golfe, mas Big Show o interrompeu. Kane seguidamente pegou outro carrinho de golfe, acompanhado pelo árbitro, e correu atrás de Raven e Show.  A luta voltou para o estádio com Big Show tentando aplicar em Raven um Body Press Slam fora do palco de entrada, mas ambos foram jogados da cela por Kane, que prosseguiu com uma Atomic Drop em Big Show, fazendo o pifall e se tornando o novo campeão de Hardcore.
A quarta luta foi pelo WWF European Championship entre o campeão Test e Eddie Guerrero. No meio da luta, Guerrero desviou-se de um Dropkick, se enroscando por cima das cordas, fazendo com que seu pé ficasse preso entre as duas cordas, deixando Guerrero livre para Test. Com a ajuda e interferência de seus companheiro da The Radicalz: Perry Saturn e Dean Malenko, Guerrero derrotou Test após um Frog Splash para se tornar o novo campeão. Depois da luta, Guerrero acertou o cinto do título em Test.
A quinta luta foi entre Kurt Angle e Chris Benoit. A luta começou os dois se estudando, mas logo depois, Angle se cansou, socou Benoit e atirou-o para fora do ringue. Lá fora, Angle jogou Benoit na mesa dos comentaristas e depois sobre os degraus de aço. De volta ao ringue, os dois tentaram imitar o signature movie adversário, com Benoit aplicando um Ankle Lock, em Angle, e o mesmo revertendo em um Clipper Crossface em Benoit, que conseguiu reverter a situação usando em seguida o próprio Crossface, forçando Angle a desistir, mas como o árbitro estava nocauteado, Benoit foi incapaz de alcançar a vitória. Perto do final da luta, Benoit acertou em Angle um Diving Headbutt, mas não conseguiu concluir o pin. Angle enrolou Benoit com a ajuda de suas meias e vencer a partida.
A luta seguinte foi entre Chyna e Ivory pelo WWF Women's Championship. A luta foi rapida, com Chyna aplicando rapidamente um Gorilla Press Slam, vencendo.
A tão aguardada Street Fight entre Vince McMahon e Shane McMahon foi a próxima luta. Shane dominou seu pai durante o início da partida, com ataques que envolveram uma vara de Kendo e monitores de mesa dos comentaristas espanhóis. Com Vince deitado sobre a mesa, Shane subiu no turnbuckle e dali tentou aplicar um Diving Elbow Drop. Sua irmã, Stephanie, tirou Vince de fora da mesa, no entanto, deixando Shane bater nele. Trish Stratus veio para o ringue, empurrando Linda McMahon de sua cadeira de rodas. Vince tentou abraçar Trish, mas ela deu-lhe um tapa. Em retaliação, Stephanie entrou em uma briga com Trish, que as conduziu para fora do estádio. Com Linda sozinha, Vince se aproximou dela para a fúria do árbitro convidado Mick Foley, mas o mesmo respondeu com algumas cadeiradas. Arrastando Linda até o ringue e colocando-a em uma cadeira, Vince forçou-a a vê-lo bater em seu filho um par de vezes com uma lata de lixo. Quando ele ia acerta-lo pela terceira vez com a lata, no entanto, Linda se levantou e chutou Vince entre suas pernas. Com Vince no canto, Shane colocou uma lata de lixo do rosto de Vince e acertou um Dropkick Coast-to-Coast nele. Após isso, Shane fez o pin e vence a luta.
A oitava luta, apelidada de "TLC II", foi pelo WWF Tag Team Championship entre os campeões Dudley Boyz, contra Edge e Christian e os Hardy Boyz em uma Tabbles, Ladder and Chairs Match. O jogo continha muitos pontos perigosos envolvendo as armas envolvidas. Os respectivos membros honoráros de cada tag team, Spike Dudley, em nome da Dudley Boyz, Rhyno em nome de Edge e Christian e Lita em nome dos Hardy Boyz, interferiram durante a partida. Com Spike e Rhyno lutando em cima de duas mesas fora do ringue, Jeff Hardy subiu em uma escada enorme ao lado deles e realizou um Swanton Bomb neles através das mesas. Jeff tentou subir na escada para pegar os títulos, mas teve a escada retirada por Bubba Ray Dudley, deixando Jeff pendurado nas alças em pleno ar. Depois de subir em uma escada maior, Edge saltou-lo e lança Jeff contra o chão. Bubba Ray e Matt Hardy começaram a subir a mesma escada, mas Rhyno os empurrou para fora fazendo-os cair em cima de duas mesas fora do ringue. Com o impulso de Rhyno, Christian conseguiu pegar o titulo, fazendo deles Tag Team Champions pela segunda vez.
A nona luta foi uma gimmick Battle Royal, com dezenove participantes, sendo todos ex-lutadores da WWF. Para aumentar ainda mais a nostalgia, ex-locutores "Mean" Gene Okerlundand Bobby "The Brain" Heenan assumiram os comentário para a luta, que foi curta com  Iron Sheik eliminando por último Jim Hillbilly. Em vingança por ter sido eliminado, Sgt. Slaughter aplicou um Cobra Cluntch em Sheik.
A penúltima luta foi entre The Undertaker e Triple H. Triple H teve uma performance ao vivo de seu tema The Game cantado pela banda britânica de heavy metal Motorhead. A luta começou com os dois lutando fora do ringue com Triple H sendo arremessado na mesa dos comentaristas espanhóis por Taker. Mais tarde, o árbitro Mike Chioda acaba sendo atacado por duas vezes. A primeira com o Catapult dado por Taker em Triple H e por segundo recebendo um Chokeslam de Undertaker por não contar um Old Scholl en Triple H. Com Chioda inconsciente, os dois brigavam fora do ringue, sem qualquer risco de countout. Na área tecnica, Triple H deu várias cadeiradas na cabeça de Taker, mas acabou tomando um Chokeslam fora dos tatames seguido de um Diving Elbow Drop. De volta ao ringue, com Chioda recuperando a consciência, Triple H tentou derrotar The Undertaker após evitar um Last Ride com uma marretada na cabeça, mas não conseguiu concluir o pin. Dando continuidade ao combate, Triple H empurrou Undertaker para o canto do ringue com marretadas na cabeça, mas Undertaker reverteu-as com um Last Ride, o que lhe permitiu derrotar Triple H e aumentar seu Streak na Wrestlemania para 9-0.
A luta final da noite foi pelo WWF Championship entre The Rock e Steve Austin. Antes do evento principal, foi anunciado que a luta seria uma No Desqualification. Durante a luta, os dois saíram do ringue e foram para o meio da multidão. Quando voltaram ao ringue, tanto Austin quanto The Rock estavam sangrando, depois de ambos terem batido em um ao outro com um sino. The Rock tentou colocar Austin em um  Sharpshooter, mas Austin reverte o golpe e colocou The Rock em seu próprio Sharpshooter. Depois de soltar Rock a pedido do árbitro após o mesmo agarrar as cordas, ele prendeu Rock em um Dream Gold, uma submissão mais conhecida de sua gimmick anterior, a de The Ringmaster. Pouco depois, The Rock usa o finisher do próprio Austin: o Stunner. Vince McMahon, em seguida, veio ao ringue para observar o jogo. Quando The Rock tentou fazer o pin em Austin depois de um People's Elbow, Mcmahon puxou Rock. Depois de perseguir McMahon em tornoo ringue, Austin responde Rock com um  Rock Bottom no mesmo. Mais tarde, depois The Rock reagir a contagem após um Stunner, que ele recebeu depois de atacar McMahon no ringue, McMahon, entregou à Austin uma cadeira de aço para bater em Rock a pedido do mesmo, revelando que Austin estava do lado de McMahon, um homem que ele certa vez considerou como seu arqui-inimigo. Com isso, Austin virou heel, e tentou terminar a luta com outro Stone Cold Stunner novamente, mas depois de The Rock reagir novamente, Austin fica furioso e praticamente extermina Rock com dezesseis cadeiradas, permitindo que Austin derrotasse The Rock tornando-se o novo campeão do WWF. O show terminou com o presidente e o novo campeão apertando as mãos e bebendo cervejas em comemoração.

## Depois do Evento
Na noite seguinte do Raw is War, Austin e The Rock se enfrentaram em uma revanche realizada dentro de uma jaula de aço, na qual Triple H entrou na jaula e provocou uma briga com Austin e The Rock. Por vários minutos, Austin, Triple H e Vince McMahon se juntaram contra Rock em uma aliança chamada The Power Trip Two-Man. The Rock foi elaborado a partir de histórias da WWF com McMahon dando-lhe uma suspensão. Isto permitiu a Rock ficar por um tempo fora para começar as gravações do filme O Escorpião Rei.  The Rock voltou no dia 30 de julho na edição do Raw Is War e escolheu lutar pela equipe da WWF contra a equipe WCW / ECW. Três semanas depois, no Summerslam, Rock ganhou seu primeiro WCW Championship derrotando Booker T. Rock e Austin se enfrentariam novamente na WrestleMania XIX em uma revanche que também seria conhecida como a última luta de Austin até hoje.
Após suspensão de The Rock, a feud de Triple H com os Brothers of Destruction continuou com Austin agora do seu lado. No Smackdonw de 5 de abril de 2001, Triple H desafiou o campeão Intercontinental Chris Jericho pelo seu título e após a interferência do Comissário William Regal e sua esposa Stephanie McMahon-Helmsley na luta, derrotou Jericho para ganhar o seu terceiro campeonato Intercontinental. A feud com Undertaker e Kane foi temporariamente suspensa depois que Triple H e Austin entraram numa rivalidade breve com os Hardy Boyz, o que resultou em Jeff Hardy vencer Triple H pelo Intercontinental Championship na semana seguinte e Triple H prontamente reconquistando o título na próxima segunda-feira no Raw.
Enquanto isso, os Brothers of Destruction derrotaram Edge e Christian para se tornarem os novos Tag Team Champions da WWF em 19 de abril de 2001 em uma luta No Desqualification. Austin e Triple H decidiram desafiar Undertaker e Kane pelo seu recém-conquistado título, mas devido a algumas disputas por Linda McMahon a luta entre as equipes foi marcada para o Backlash, forçando os dois a colocar seus títulos individuais e os títulos de Tag Team em uma "winner-take-all" match. Triple H fez o pin depois de atacar Kane com sua marreta e a Power Trip se tornou a primeira equipe na história da WWF a manter os títulos individuais e de duplas ao mesmo tempo.  A disputa chegou ao clímax no Judgement Day quando Austin derrotou Undertaker para manter seu WWF Championship, enquanto Kane derrotou Triple H pelo Campeonato Intercontinental. Na noite seguinte, Austin e Triple H perderam os títulos de tag team para Chris Jericho e Chris Benoit. durante o combate, Triple H rasgou seu tendão do quadríceps e perderia o restante do ano, deixando Austin  rivalizar com os campeões de Tag Team sozinho. A rivalidade culminou numa Triple Threat Match no King of The Ring, onde Austin derrotou Benoit para manter o WWF Championship. Undertaker e Triple H mais uma vez renovaram a sua rivalidade, dez anos depois, em 2011, e viriam a se enfrentar em uma revanche na Wrestlemania XXVII com The Undertaker derrotando HHH por submissão, para aumentar seu Streak para 19-0. Eles se enfrentaram pela terceira vez, um ano depois na WrestleMania XXVIII num Hell in a Cell com Shawn Michaels como árbitro convidado especial. The Undertaker mais uma vez venceu a partida, aumentando seu streak para 20-0.
Devido à aquisição da WCW, a feud de Vince com Shane faria parte mais tarde da storyline The Invasion, que dominou a WWF na segunda metade do ano. Ela consistia em wrestlers invasores da WCW  tentando "assumir" a WWF. A Extreme Championship Wrestling (ECW) também estaria envolvida. com Stephanie como sua nova proprietária, fundindo WCW e ECW para a aliança. Apesar de dar suas próprias demandas pelo divórcio logo após a WrestleMania, Linda acabaria por se reconciliar com Vince num acordo de aliança para manter de pé a WWF.

## Recepção
O evento recebeu numerosos elogios de fãs e críticos. John Powell, do site de wrestling profissional Canadian Online Explorer, avaliou o evento como perfeito, dando 10 em 10 estrelas, com o evento principal entre The Rock e Stone Cold Steve Austin em uma No Desqualification pelo WWF Championship, classificada como 9 em 10 estrelas. A TLC pelo Tag Team Championship entre os Hardy Boys, Edge e Christian e os Dudley Boyz também recebeu um 10 de 10 estrelas, a Street Fight entre Vince McMahon e Shane McMahon foi avaliado em 5 de 10 estrelas, a luta entre Triple H e The Undertaker: 7 de 10 estrelas e a entre Kurt Angle e Chris Benoit recebeu 8 em cada 10 estrelas.  Este pay-per-view também foi premiado com Melhor Show de 2001 pelo Boletim Dave Meltzer do Wrestling Observer. A TLC pelo Tag Team Championship entre The Hardy Boys, Edge e Christian e os Dudley Boyz foi, também, colocado em #5 na lista da IGN do Top 20 das melhores lutas da História da Wrestlemania.

## Resultados
| Nº                                          | Resultados | Estipulações                                                    | Tempo |
| ------------------------------------------- | --- | --------------------------------------------------------------- | ----- |
| Heat                                        | X-Factor (Justin Credible e X-Pac) (com Albert) derrotou Steve Blackman e Grand Master Sexay                                                      | Luta de duplas                                                  | 2:46  |
| 1                                           | Chris Jericho (c) derrotou William Regal | Luta individual pelo WWF Intercontinental Championship          | 7:08  |
| 2                                           | Tazz e The APA (Bradshaw e Faarooq) (com Jacqueline) derrotaram Right to Censor (The Goodfather, Val Venis e Bull Buchanan) (com Steven Richards) | Luta de trios                                                   | 3:52  |
| 3                                           | Kane derrotou Raven (c) e The Big Show | Luta Triple Threat Hardcore pelo WWF Hardcore Championship      | 9:17  |
| 4                                           | Eddie Guerrero (com Perry Saturn) derrotou Test (c)                                                                                               | Luta individual pelo WWF European Championship                  | 8:30  |
| 5                                           | Kurt Angle derrotou Chris Benoit | Luta individual                                                 | 14:04 |
| 6                                           | Chyna derrotou Ivory (c) | Luta individual pelo WWF Women's Championship                   | 2:39  |
| 7                                           | Shane McMahon (com Linda McMahon) derrotou Mr. McMahon (com Stephanie McMahon e Trish Stratus)                                                    | Street Fight com Mick Foley como árbitro especial               | 14:12 |
| 8                                           | Edge e Christian derrotaram The Dudley Boyz (Bubba Ray e D-Von) (c) e The Hardy Boyz (Matt e Jeff)                                                | Luta Tables, Ladders, and Chairs pelo WWF Tag Team Championship | 15:47 |
| 9                                           | The Iron Sheik venceu ao eliminar por último Hillbilly Jim                                                                                        | Battle Royal temática                                           | 3:07  |
| 10                                          | The Undertaker derrotou Triple H | Luta individual                                                 | 18:17 |
| 11                                          | Stone Cold Steve Austin derrotou The Rock (c) | Luta sem desqualificações pelo WWF Championship                 | 28:07 |
| (c) – Refere-se aos campeões antes da luta. | |                                                                 |       |